# Місцеві вибори у Саудівській Аравії
Місце́ві (муніципа́льні) ви́бори у Сау́дівській Ара́вії — вибори, що мали місце в історії країни двічі — у …[коли?] та 2011 році. 

## Історія
Вибори, що відбулися 29.09.2011 — другі в історії країни. Ці, та ті, що передували їм, стануть останніми «суто чоловічими» виборами, тому що в наступних, що відбудуться в 2015 році, вперше візьмуть участь жінки. Таке рішення прийняв король Аравії, надавши представницям останнім виборче право. 
У 2011 за понад тисячу місць у 285 радах борються понад 5 тисяч кандидатів.